# 宮崎景子
宮崎 景子（みやざき けいこ、1977年5月23日 - ）は、日本の女性タレント。

## 人物
千葉県生まれ。ファッション雑誌 『Fine』（日之出出版）の専属モデルとしてデビューした。1999年（平成11年）10月より、3期「ワンギャル」のひとりとして、テレビのバラエティ番組、『ワンダフル』にレギュラー出演。同番組内ではガングロの容姿で、とても活発なキャラクターであり、特に同じくワンギャルの山本恵美とともに担当していた番組内企画『TRAP』でそれらのキャラクター性を打ち出す一方で学力テストでは常識ある一面も見せていた。放送当時、宮崎のプロフィールには1979年生と書かれていたが後に訂正された。芸能事務所は、かつてホリ・エージェンシーに所属していたが、退所以降は不明である。

## 出演

### テレビ
- うぇ～ぶ（テレビ大阪）レギュラー出演
- 進ぬ!電波少年 ―15少女漂流記―（日本テレビ）
- ワンダフル（TBS）第3期生卒業
- とんねるずのみなさんのおかげでした（フジテレビ）
- お台場カジノインタラクティブ（BSフジ）ゲスト出演
- 踊る!さんま御殿!!（日本テレビ）
- THE夜もヒッパレ（日本テレビ）
- THEわれめDEポン（フジテレビ）レギュラー出演
- メレンゲの気持ち（日本テレビ）
- 新春かくし芸大会（フジテレビ）
- グラビアの美少女（MONDO21）

### 映画
- ラストシーン（2002年）-日焼けした看護師 役

### 雑誌
- 日之出出版『Fine』専属モデル

### CD
- 東芝EMI『eight-fifteen』

### 写真集
- FRAGRANCE

### DVD
- FRAGRANCE